# Oxypoda testacea
Oxypoda testacea är en skalbaggsart som beskrevs av Wilhelm Ferdinand Erichson 1837. Oxypoda testacea ingår i släktet Oxypoda, och familjen kortvingar. Arten är reproducerande i Sverige.